# Hergeir Nielsen
Niels Jákup Hergeir Nielsen, bedre kendt som Hergeir Nielsen, (født 27. august 1949 i Vágur) er en tidligere færøsk lærer og politiker (Tjóðveldi). Han er uddannet folkeskolelærer fra 1972 og skibsfører fra 1982.
Nielsen var trafik- og skoleminister 1979–1981, men delte i denne periode skolesagerne med erhvervs- og landbrugsminister Dánjal Pauli Danielsen fra Fólkaflokkurin. Nielsen har været valgt ind til Lagtinget i to perioder, 1984–1994 og 1998–2011. Nielsen var lagtingsformand 1987–1988, i 1989 og 2008–2011, 1. næstformand 1984–1987, 1988–1989 og 2004–2008 samt 3. næstformand 1989–1994. I 2011 trakk han seg tilbage fra politiken efter 33 år.

## Lagtingsudvalg
- 2004–2008 medlem af Udenrigsudvalget
- 2002–2004 formand for Udenrigsudvalget
- 1998–2002 formand for Udenrigsudvalget
- 1990–1994 medlem af Udenrigsudvalget